# Prodegeeria javana
Prodegeeria javana là một loài ruồi trong họ Tachinidae.